# 240 (število)
240 (dvé stó štírideset) je naravno število, za katerega velja 240 = 239 + 1 = 241 - 1.

## V matematiki
240 je zelo sestavljeno število.
240 je obilno število.